# Raión de Jizi
Jizi (en azerí: Xızı) es uno de los cincuenta y nueve rayones en los que subdivide políticamente la República de Azerbaiyán. La capital es la ciudad de Jizi.

## Territorio y Población
Comprende una superficie de 1850 kilómetros cuadrados, con una población de 12 565 personas y una densidad poblacional de 6,79 habitantes por kilómetro cuadrado.

## Economía
La actividad predominante es la agricultura, pero principalmente se practica la ganadería. Hay una planta hidroeléctrica.